# Chiesa di Sant'Epifanio
La chiesa di Sant'Epifano è un ex edificio di culto della città di Pavia e sede, dal 1773, dell'Orto Botanico.

## Storia
La chiesa di Sant’Epifanio sorse nella seconda metà del V secolo per opera del vescovo Epifanio. Inizialmente fu intitolata ai Santi Vincenzo e Gaudenzio e, solo dopo la morte del vescovo, che venne sepolto al suo interno, fu dedicata a Epifanio, che fu ben presto beatificato. La fama dei miracoli attribuiti al santo vescovo pavese attirò l’attenzione di Othwin, vescovo di Hildesheim, che nel 962 riuscì, furtivamente, ad asportare gran parte delle reliquie del santo, che ora sono custodite nella cattedrale di Hildesheim. Nel 1239 la chiesa venne ricostruita e, nel 1451, papa Nicolò V l’affido ai canonici Lateranensi, che intorno alla fine del XV secolo rinnovarono e ampliarono la chiesa (che fu dotata di otto cappelle laterali) e gli edifici annessi. Nel 1769 la chiesa era officiata da 17 sacerdoti e sei chierici e possedeva ingenti fondi agricoli a Marzano, Spirago e nei sobborghi di Pavia. Nel 1773 la canonica venne soppressa e il complesso fu destinato, per volontà del conte Carlo Giuseppe di Firmian, plenipotenziario degli Asburgo per la Lombardia, al neocostituito Orto Botanico dell’Università di Pavia. Nel 1816 la chiesa venne demolita, mentre altri edifici del complesso religioso vennero modificati per adattarli alla nuova destinazione d’uso.

## Descrizione

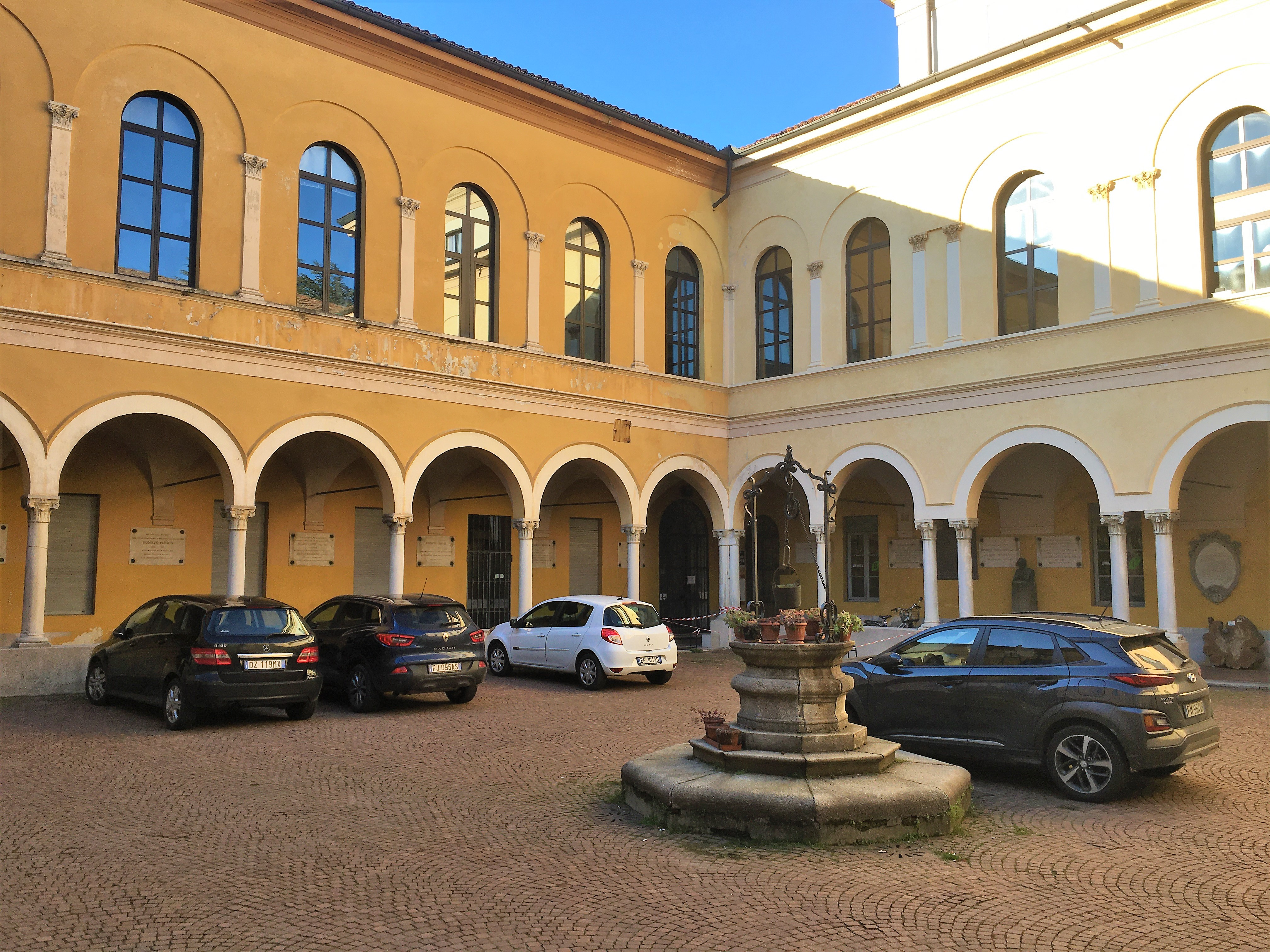
Il chiostro.

Del complesso di Sant’Epifanio sopravvive, pur avendo subito numerose modifiche edilizie nel tardo Settecento, il chiostro. L’edificio sorse grazie al consistente lascito dell’aristocratico pavese Giovanni Antonio Astolfi, trasmesso ai canonici nel 1453. I lavori vennero conclusi nel 1476, data riportata in un’epigrafe conservata all’interno del chiostro. La struttura è a pianta quadrata con sette arcate per ogni lato, dotate di mensole in cotto e poggianti su colonnine in granito, binate nel lato settentrionale della struttura. Al piano superiore originariamente si apriva un loggiato (ora tamponato) che sdoppiava il portico del piano terreno. Anche il loggiato è provvisto di colonne in granito simili a quelle del sottostante portico e anch’esse, nel prospetto nord, binate.